# Lisa Su
« Lisa Tzwu-Fang Su » redirige ici. Pour les autres significations, voir Su.
Lisa Su (née le 7 novembre 1969) est une ingénieure et chef d'entreprise américaine, d'origine taïwanaise. Nommée PDG d'AMD en 2014, elle occupe encore ce poste en 2024. Elle serait l'une des principales contributrices à la renaissance d’AMD après 2014.

## Biographie
Lisa Tzwu-Fang Su est née en novembre 1969 à Taïwan, dans la ville côtière de Tainan. Ses parents sont taïwanais (Chun-Hwai Su, 蘇春槐 et Sandy Su 羅淑雅). Ces derniers immigrent aux États-Unis alors que Lisa Su a 3 ans. Très jeune, elle et son frère ont été encouragés à étudier les mathématiques et les sciences. Sa mère, une comptable devenue par la suite entrepreneur, l'a initiée au monde des affaires. Rapidement, Su aspire à être ingénieure. À l'âge de 10 ans, elle commence à démonter puis réparer les voitures télécommandées de son frère. Elle fréquente la Bronx High School of Science, un établissement de New York, dont elle sort diplômée en 1986.
Au début de sa carrière, Su travaille chez Texas Instruments, IBM et Freescale Semiconductor à des postes d'ingénierie et de gestion. Lors de son mandat de vice-présidente du centre de recherche d'IBM, elle contribue au développement de semi-conducteurs en silicium sur isolant, ainsi qu'à la mise au point de puces semi-conductrices plus efficaces.
Su est nommée PDG d'AMD en octobre 2014, après avoir rejoint la société en 2012 (au préalable, elle a occupé des postes tels que vice-présidente senior des unités commerciales mondiales d'AMD et directrice de l'exploitation). Elle siège en 2020 aux conseils d'administration d'autres sociétés (notamment Analog Devices et Cisco Systems). Reconnue par ses pairs, elle a souvent été créditée de la renaissance d'AMD, dont elle a pris les rênes en 2014.
En 2019, son salaire s'est élevé à 1 million US$, elle a reçu pour 1,2 million de primes, ainsi que des stock options à hauteur de 3 millions et des actions gratuites d'une valeur de 53 millions de dollars.
Lisa Su a un lien de parenté avec Jensen Huang, le fondateur et PDG de Nvidia. La mère de Huang est la sœur du grand-père maternel de Su, ce qui en fait des cousins.